# Lijnvormig landschapselement

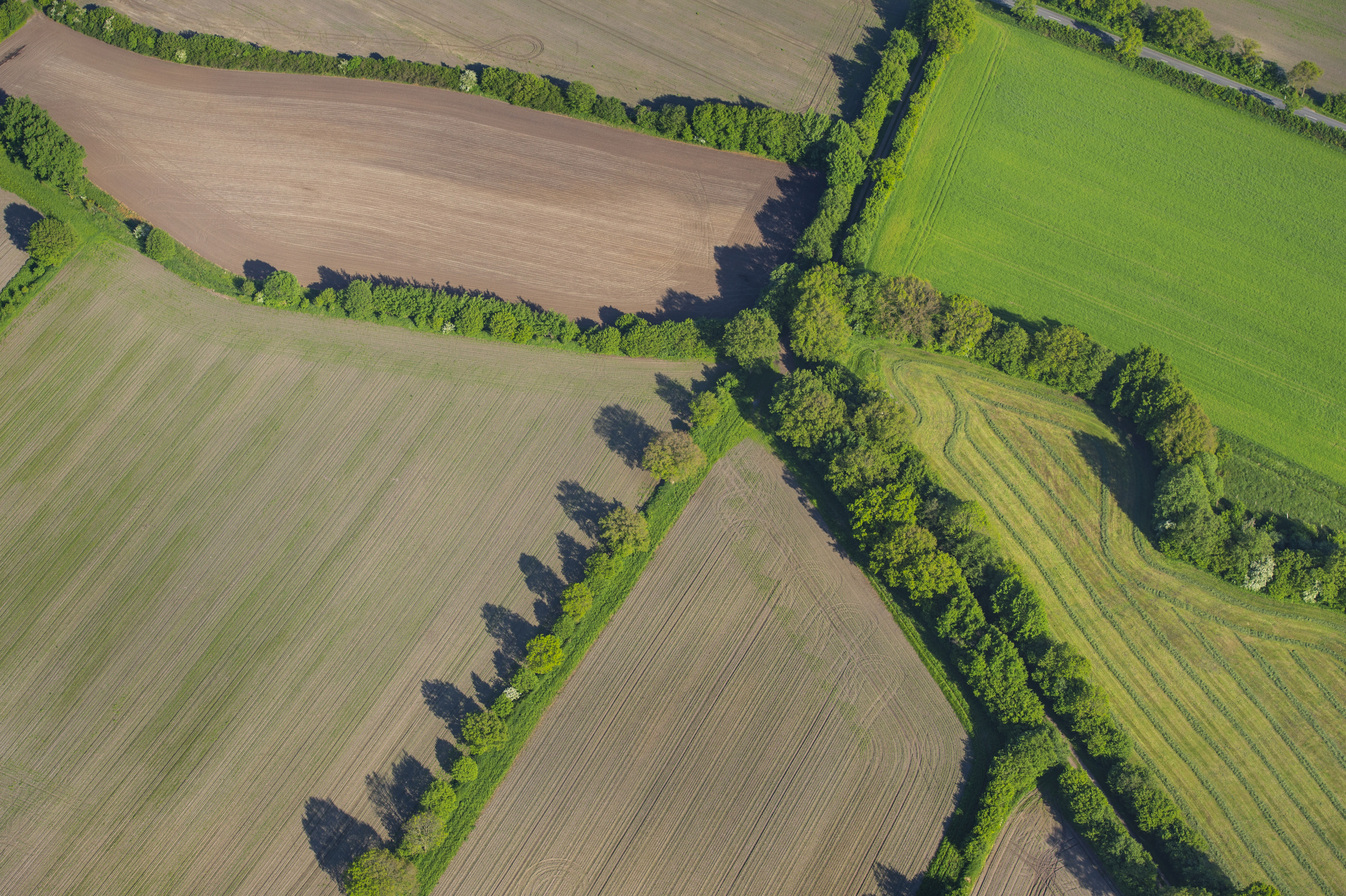
Een luchtfoto van een cultuurlandschap met verscheidene lintvormige elementen, waaronder houtwallen, lanen, struweelhagen, zomen en wegen.

Een lijnvormig landschapselement of lintvormig landschapselement is een begrip uit de geografie waarmee een landschapselement met een smalle, langwerpige verschijningsvorm wordt bedoeld. Ondanks de naam 'lijnvormig' worden dikwijls ook alle (min of meer) kronkelende lintvormige landschapselementen hiertoe gerekend. In geografische informatiesystemen zijn lijnvormige landschapselementen vaak vectordata.

## Cultuurlandschap
In cultuurlandschappen komen lijnvormige landschapselementen veel voor en vaak tot op kleine schaal. Vooral de lijnvormige landschapselementen met zeer rechte lijnen komen in cultuurlandschappen het meest voor. In het onderstaande overzicht staan verscheidene uitgesproken voorbeelden van lijnvormige landschapselementen van antropogene oorsprong.
- bermen
- dijken en dammen
- geluidsschermen
- hoogspanningsleidingen
- houtwallen en heggen
- kanalen
- landweren
- legakkers
- muraltmuren
- sloten en greppels
- spoorlijnen
- stadsmuren
- wegen, paden en lanen
- wildwallen

## Natuurlandschap
In natuurlandschappen zijn lijnvormige landschapselementen doorgaans bochtige, lintvormige landvormen en vrijwel nooit zo kaarsrecht als dat zij in cultuurlandschappen (kunnen) zijn. In het onderstaande overzicht staan verscheidene uitgesproken voorbeelden van lijnvormige landschapselementen van natuurlijke oorsprong.
- beken
- bergruggen
- galerijbossen
- rivieren
- lengteduinen
- steilranden
- strandwallen
- oeverwallen
- wildpaden

## Fotogalerij

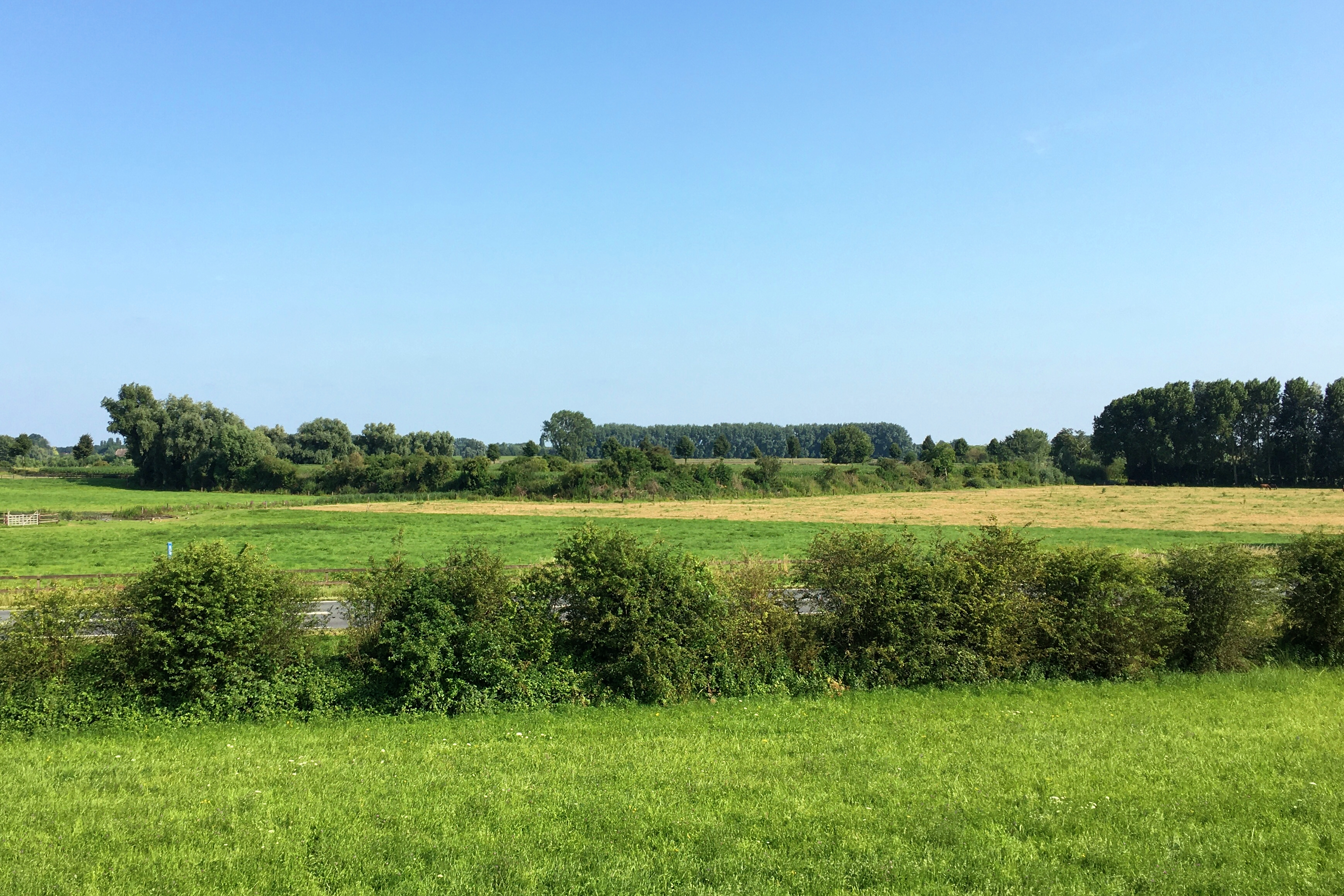
Cultuurlandschap met verscheidene lijnvormige elementen
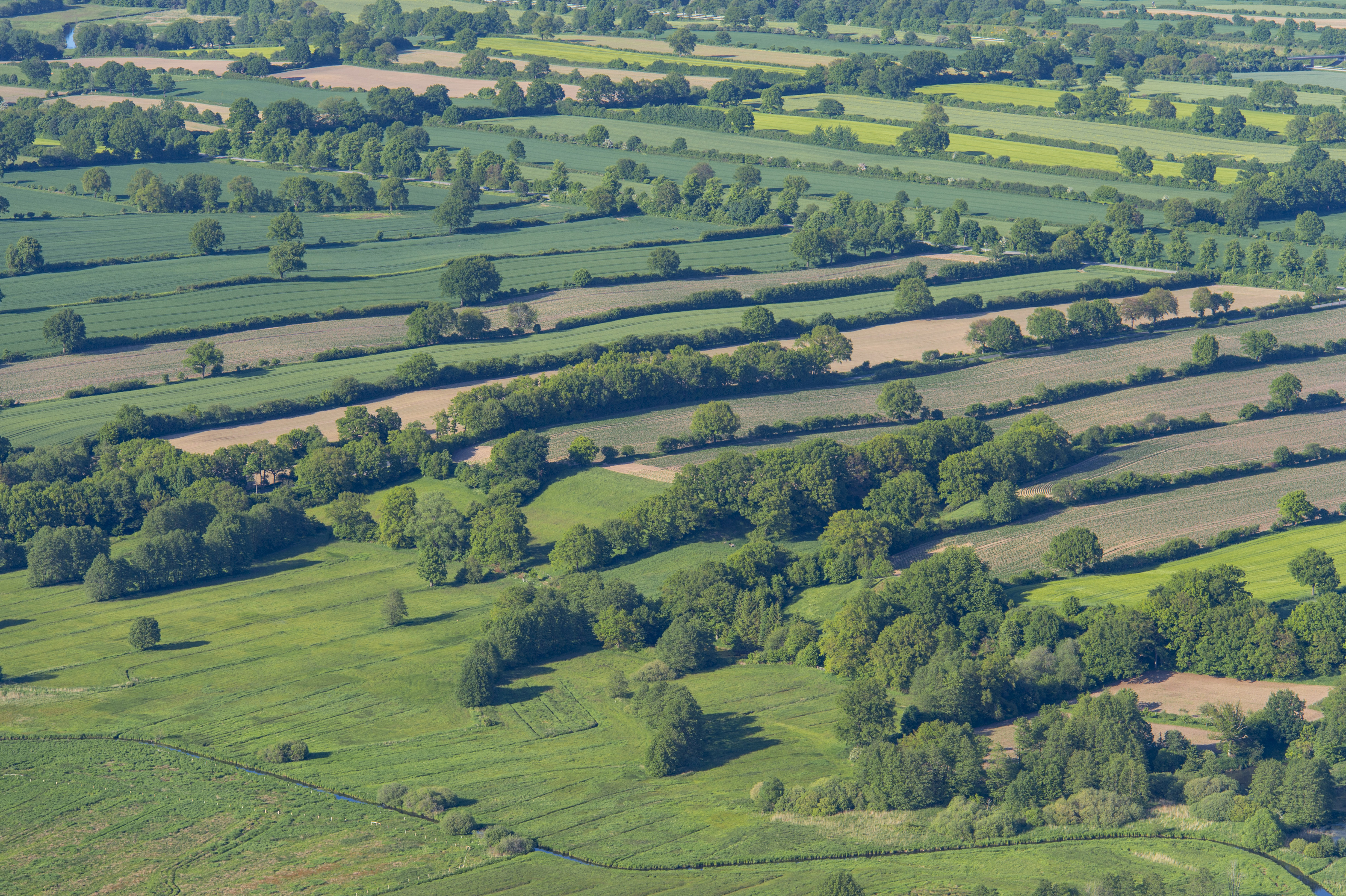
Verscheidene lijnvormige elementen in Kreis Segeberg